# 1964 na literatura

## Eventos
- Criação do prêmio literário Rómulo Gallegos.
- Décio Pignatari e Luiz Angelo Pinto lançam o Manifesto do Poema-Código ou Semiótico.
- Ferreira Gullar filia-se ao Partido Comunista Brasileiro.
- Millôr Fernandes funda a revista Pif-Paf, fechada no mesmo ano pela censura do Regime Militar brasileiro.
- Lya Luft publica seu primeiro livro, Canções de Limiar.

## Publicações

### Romance
- Clarice Lispector  - A Paixão Segundo G.H.
- Roald Dahl - Charlie and the Chocolate Factory
- Otto Lara Resende - O Braço Direito
- Saul Bellow - Herzog
- Ian Fleming
  - You Only Live Twice
  - Chitty-Chitty-Bang-Bang: The Magical Car
- José Cândido de Carvalho - O Coronel e o Lobisomem
- Agatha Christie - A Caribbean Mystery
- Jorge Amado - Os Pastores da Noite
- Gore Vidal - Juliano
- Leon Uris - Armageddon
- Carlos Heitor Cony - Antes, o Verão
- Autran Dourado - Uma Vida em Segredo

### Ficção científica
- Edmund Cooper - Bandeirantes num Novo Mundo

### Conto e Crônica
- Stanislaw Ponte Preta - Garoto Linha Dura
- Clarice Lispector - A Legião Estrangeira
- H.P. Lovecraft - At the Mountains of Madness and Other Novels
- Carlos Heitor Cony - O Ato e o Fato
- Luís Bernardo Honwana - Nós matamos o cão tinhoso!

### Poesia
- Lya Luft - Canções de Limiar
- Leonard Cohen - Flowers for Hitler
- Cecília Meireles - Ou Isto ou Aquilo
- Philip Larkin - The Whitsun Weddings
- Carlos Drummond de Andrade - Lição de Coisas

### Ensaio e Não-ficção
- Ernest Hemingway - A Moveable Feast (memórias)
- Jean-Paul Sartre - As Palavras (autobiografia)
- Herbert Marcuse - Ideologia da Sociedade Industrial
- Marshall McLuhan - Understanding Media: The Extensions of Man
- Martin Luther King - Why We Can't Wait
- Augusto de Campos e Haroldo de Campos - Re/Visão de Sousândrade
- Claude Lévi-Strauss - O Cru e o Cozido, de Mythologiques
- Pierre Bourdieu e Jean-Claude Passeron - Les Héritiers

## Nascimentos
| Data          | Nome                      | Profissão             | Nacionalidade  | Observações | Ref |
| ------------- | ------------------------- | --------------------- | -------------- | ----------- | --- |
| 18 de janeiro | Afonso de Melo            | jornalista e escritor | Portugal       |             |     |
| 7 de Março    | Bret Easton Ellis         | romancista            | Estados Unidos |             |     |
| 1 de Abril    | José Rodrigues dos Santos | jornalista e escritor | Portugal       |             |     |
| 5 de Junho    | Rick Riordan              | escritor juvenil      | Estados Unidos |             |     |
| 22 de Junho   | Dan Brown                 | romancista            | Estados Unidos |             |     |
| 26 de Julho   | Anne Provoost             | escritor              | Bélgica        |             |     |
| ?             | Carla Madeira             | escritora             | Brasil         |             |     |

## Mortes
| Data            | Nome                           | Profissão                       | Nacionalidade          | Observações | Ref   |
| --------------- | ------------------------------ | ------------------------------- | ---------------------- | ----------- | ----- |
| 17 de Janeiro   | T. H. White                    | escritor                        | Índia / Estados Unidos | n. 1906     |       |
| 20 de Janeiro   | Aníbal Machado                 | dramaturgo, contista e cronista | Brasil                 | n. 1894     |       |
| 25 de Fevereiro | Grace Metalious                | romancista                      | Estados Unidos         | n. 1924     |       |
| 3 de Abril      | Afonso Frederico Schmidt       | escritor e jornalista           | Brasil                 | m. 1890     |       |
| 6 de abril      | Daniel Damásio Ascensão Filipe | poeta e jornalista              | Portugal (Cabo Verde)  | n. 1925     | [ 1 ] |
| 12 de Agosto    | Ian Fleming                    | jornalista e escritor           | Inglaterra             | n. 1908     |       |
| 12 de Setembro  | Álvaro Moreyra                 | jornalista, poeta e cronista    | Brasil                 | n. 1888     |       |
| 18 de Setembro  | Seán O'Casey                   | dramaturgo e memorialista       | Irlanda                | n. 1880     |       |
| 15 de Outubro   | Antônio Maria                  | cronista e dramaturgo           | Brasil                 | n. 1921     |       |
| 9 de Novembro   | Cecília Meireles               | poetisa                         | Brasil                 | n. 1901     |       |

## Prémios literários
- Nobel de Literatura - Jean-Paul Sartre
- Prémio Machado de Assis - Joracy Camargo
- Prêmio Hans Christian Andersen - René Guillot